# 骂死王朗
骂死王朗，是《三国演义》等文化作品中根据正史的虚构情节，背景为三国时代，讲述武侯北伐期间诸葛亮和王朗在阵前舌战，王朗游说诸葛亮投降，诸葛亮则斥骂王朗是乱臣贼子，漢朝的叛徒，令王朗气愤倒地而死。

## 文化创作

### 《三国演义》

#### 小说情节
骂死王朗的情节见于《三国演义》第九十三回〈武乡侯骂死王朗〉，故事背景为三国时代，当时蜀汉阵营的诸葛亮第二次出兵北伐中原，攻打曹魏。
小说中叙述，曹魏司徒（高级官员）王朗随同大将军曹真出征抵挡蜀军，并自荐到前线劝服诸葛亮投降。到了阵前，王朗借夸赞诸葛亮“知天命、识时务”，质疑他出师无名。王朗提出天命（皇权）不会只授予一姓，而是会有所更易，归于有德之人。他继而道出东汉自汉桓帝、汉灵帝以来混乱衰落的历史，先有黄巾起事，其后董卓、袁术、刘表、吕布等群雄割据一方，国家危在旦夕。这时曹操出現平定群雄，令广大百姓归服，因此为天命所归，而非以权势取得大位。王朗又赞扬曹操之子曹丕，认为他的统治既顺应天意、又符合人心。藉此，他质疑诸葛亮非要效力于蜀汉阵营，是违抗天意、人心而行，又道出曹魏兵力強盛，更提出要赏赐诸葛亮侯爵之位，以游说对方投降。
诸葛亮听后大笑，批评王朗一番话是“鄙言”（粗鄙的言论）。他重提东汉历史，又讲述王朗出身，斥责他受汉朝国恩，理应辅助汉朝皇室，如今面对天下混乱的乱世，竟然反倒为曹操效命，协助曹魏阵营篡夺汉室大权。他指責王朗“罪恶深重、天地不容”，是个乱臣贼子，天下人都恨不得能生食其肉。诸葛亮更诅咒王朗命不久矣，而且死后无颜面见汉朝历代二十四位皇帝。王朗听完诸葛亮的话后极为气愤，堕马而死。

#### 文学评论和分析
“诸葛亮骂死王朗”的情节获得文学界高度评价，例如文学批评家毛宗岗就曾把这个情节与陈琳的《为袁绍檄豫州文》相提并论。
诸葛亮与王朗的言辞之争本质而言是曹魏阵营与蜀汉阵营之间的冲突，也就是儒家“忠孝”道德观与历史发展规律之间的冲突。王朗起始的立论逻辑严密，他先是说理，论证曹魏掌握皇权具有正当性；然后再论及形势，认为蜀汉阵营远不及曹魏，从而批评诸葛亮对付曹魏是自讨没趣、不识时务；最后为诸葛亮本人考虑，希望以封侯之位游说他投降。不过，诸葛亮的言论立足于儒家道德观，标榜忠君爱国，成功抢占道德制高点，并批判王朗的人格来破坏其立论。
《三国演义》作者透过创作诸葛亮骂死王朗的情节，借王朗的奸臣形象，鞭挞当世庸官。

#### 文学影响
明朝历史演义小说《东周列国志》的情节“管仲骂死斗伯比”为模仿《三国演义》中的骂死王朗而写成。

### 传统戏曲
《骂王朗》为京剧剧目，表演者以老生为主，讲述王朗担任曹真军师，恃着口才亲赴前线游说诸葛亮退兵，却被诸葛亮倒过来斥责他的无耻行为，结果被活活气死。此外，湘剧、川剧、秦腔、河北梆子等传统戏曲亦有《骂朗破羌》的剧目，同样讲述王朗被诸葛亮斥骂至死。

### 影视作品与流行文化
1994年央视电视剧《三国演义》于第69集出现了诸葛亮骂死王朗的情节，诸葛亮一角的台词有282字，骈句、散句并行，行文音韵和谐。这个情节在中国大陆经常被网民恶搞，不少网民把骂死王朗的情节改编为一系列鬼畜作品。随着这段剧情受到恶搞，诸葛亮一角的其中一句台词“我从未见过有如此厚颜无耻之人”成为网上流行用语，用作批评他人不知羞耻。

## 历史记载
历史上并未见诸葛亮骂死王朗的记载。文化作品记载的“骂死王朗”一事发生于建兴六年的诸葛亮第二次北伐，根据《三国志·魏书》，当时曹魏阵营由曹真指挥战事，王朗那时已经去世，而且王朗一生都未曾与蜀汉军队对阵、亦未曾出任曹真的军师；因此，“诸葛亮骂死王朗”不可能发生在历史上。